# فتى وكلبه
فتى وكلبه هو فيلم من نوع كوميديا دراما وخيال علمي ومقتبس ‏ أُصدر في مارس عام 1975. الفيلم من إخراج إل. جونز، أما السيناريو فكان من كتابة هارلان إليسون وإل. جونز.

## طاقم التمثيل
- Alvy Moore [الإنجليزية]‏
- جيسون روباردس
- دون جونسون
- تشارلز ماكجرو
- Tim McIntire [الإنجليزية]‏
- سوزان بينتون
- Tiger (dog) [الإنجليزية]‏

## وصلات خارجية
- فتى وكلبه على موقع IMDb (الإنجليزية)
- فتى وكلبه على موقع ميتاكريتيك (الإنجليزية)
- فتى وكلبه على موقع روتن توميتوز (الإنجليزية)
- فتى وكلبه على موقع نتفليكس (الإنجليزية)
- فتى وكلبه على موقع ألو سيني (الفرنسية)
- فتى وكلبه على موقع أول موفي (الإنجليزية)
- فتى وكلبه على موقع فيلمافينيتي (الإسبانية)
- فتى وكلبه على موقع قاعدة بيانات الفيلم (الإنجليزية)
- فتى وكلبه على موقع ليتربوكسد (الإنجليزية)
- فتى وكلبه على موقع كينوبويسك (الروسية)